# Sahabane
Sahabane (também escrito Sahbane) é uma vila na comuna de Mih Ouensa, no distrito de Mih Ouensa, província de El Oued, Argélia. A vila está localizada a 4 quilômetros (2,5 milhas) ao sudeste de Mih Ouensa e 24 quilômetros (15 milhas) a sudoeste da capital provincial El Oued.